# VW Microbus
In den ersten zwei Jahrzehnten des 21. Jahrhunderts stellte der deutsche Volkswagen-Konzern nacheinander mehrere Konzeptfahrzeuge für einen Minibus oder Maxivan unter verschiedenen Namen vor, die bewusst Konzepte und Stilelemente der ersten VW-Busse T1/T2, welche als VW Bulli und Ikonen der Hippiekultur bekannt geworden waren, als Retroelemente aufgriffen und überwiegend auch namentlich auf das Vorbild aus der Nachkriegszeit anspielen.
Im Januar 2001 wurde der fahrfähige VW Microbus auf der NAIAS in Detroit erstmals präsentiert. Der Microbus sollte als Serienmodell zwischen dem Sharan und dem T5 als emotionalere Großraumlimousine positioniert werden und wurde sehr weit entwickelt, aber die vorgesehene Serienfertigung wurde nicht verwirklicht.
Auf dem Genfer Auto-Salon 2011 gab es erstmals die sehr ähnliche Folgestudie VW Bulli zu sehen. Die Serienfertigung als VW New Bulli, analog zum New Beetle, war neben dem T6 für 2015 vorgesehen, wurde aber ebenfalls wieder verworfen.
Nach dem VW-Abgasskandal stellte VW nicht zuerst auf einer Automobilmesse, sondern auf der Consumer Electronics Show 2016, schließlich eine Weiterentwicklung des Konzepts als VW Budd-E vor, die ausschließlich auf Elektromotoren setzt. Der Name spielt auf Englisch buddy ‚Kumpel‘ und mit dem abgetrennten E auf den reinen Elektroantrieb an.
Seit 2017 heißt die zugrundeliegende Plattform mit dem Modularen E-Antriebs-Baukasten (MEB) für rein elektrisch angetriebene Fahrzeuge und der darauf aufbauende Bulli-Erbe Buzz bzw. VW ID. Buzz. Dieser wird seit 2022 verkauft. Der Name vom englischen Verb to buzz ‚summen‘ soll zugleich auf den elektrischen Antrieb und Bus anspielen.
Eine verwandte Fahrzeugstudie im Nutzfahrzeugbereich ist der VW eT! von 2011/2012.

## Entwicklung
Der Microbus wurde im kalifornischen Design-Center von Volkswagen entworfen und dementsprechend auch eher auf den amerikanischen Markt zugeschnitten. Dort wurde damals schon der T1 unter dem Namen „Microbus“ verkauft. Nachdem das Konzept auf verschiedenen Automobilausstellungen in Amerika, Europa und Asien vorgestellt wurde und die Publikumsreaktionen positiv ausfielen, entschied man sich für eine Serienfertigung. Als Produktionsstandort wurde das VW-Nutzfahrzeug-Werk in Hannover-Stöcken gewählt, wo vor mehr als 50 Jahren der erste VW-Bus hergestellt wurde. Dafür sollten der Standort grundlegend restrukturiert und 1500 neue Arbeitsplätze im einen eigenen Tarif ermöglichenden Tochterunternehmen Auto 5000 geschaffen werden. Die Fertigung sollte frühestens 2005 beginnen und ein Jahresproduktionsziel von 80.000 Fahrzeugen erreicht werden. Davon waren 60 bis 70 Prozent für den Hauptabsatzmarkt USA vorgesehen, wo der Microbus zu Preisen ab etwa 30.000 Dollar (seinerzeit ca. 21.000 Euro) angeboten werden sollte.
Im März 2005 wurde entschieden, dass der Microbus nicht in der ursprünglich vorgesehenen Form gebaut wird: Das Design solle deutlicher dem europäischen Geschmack angepasst und auf Retro-Elemente weitestgehend verzichtet werden. Außerdem war geplant, deutlich mehr Teile des VW T5 für den Microbus zu nutzen als anfänglich vorgesehen. Der Produktionsbeginn wurde zudem auf 2007 verschoben, weiterhin wurde an Hannover als Standort festgehalten.
2006 wurde unter Bernd Pischetsrieder letztendlich bekanntgegeben, dass der Microbus nicht gebaut werde, weil er zu schwer, zu teuer und zu nutzfahrzeugorientiert geworden sei. Auf Basis des für 2013 geplanten VW Touran II sollte ein Jahr später ein New Microbus entstehen. Der deutlich kompaktere und dank Technik des VW Golf auch günstiger ausfallende Wagen sollte dann gemeinsam mit dem Beetle, einem kleinen Roadster und der „Space“-Variante des up! eine neue VW-Produktfamilie bilden.
Im September 2015 kündigte VW an, einen rein elektrischen Microbus für Post- und Lieferdienste in den USA zu präsentieren. Im Dezember 2019 unterzeichnete VW einen Vertrag mit der Qatar Investment Authority über die Lieferung von 35 ID.Buzz bis 2022, die im Rahmen des Projektes „Qatar Mobility“ bis Ende 2022 vollautonom fahren sollen. Zielvorstellung war die Fußball-Weltmeisterschaft 2022 in Katar.
Die Produktion erfolgt zusammen mit dem VW T7 im Werk Hannover. Der T7 rollt seit 2021 dort vom Band, der ID. Buzz seit 2022, und der Verkaufsstart für den amerikanischen Markt erfolgte 2023.

### Galerie

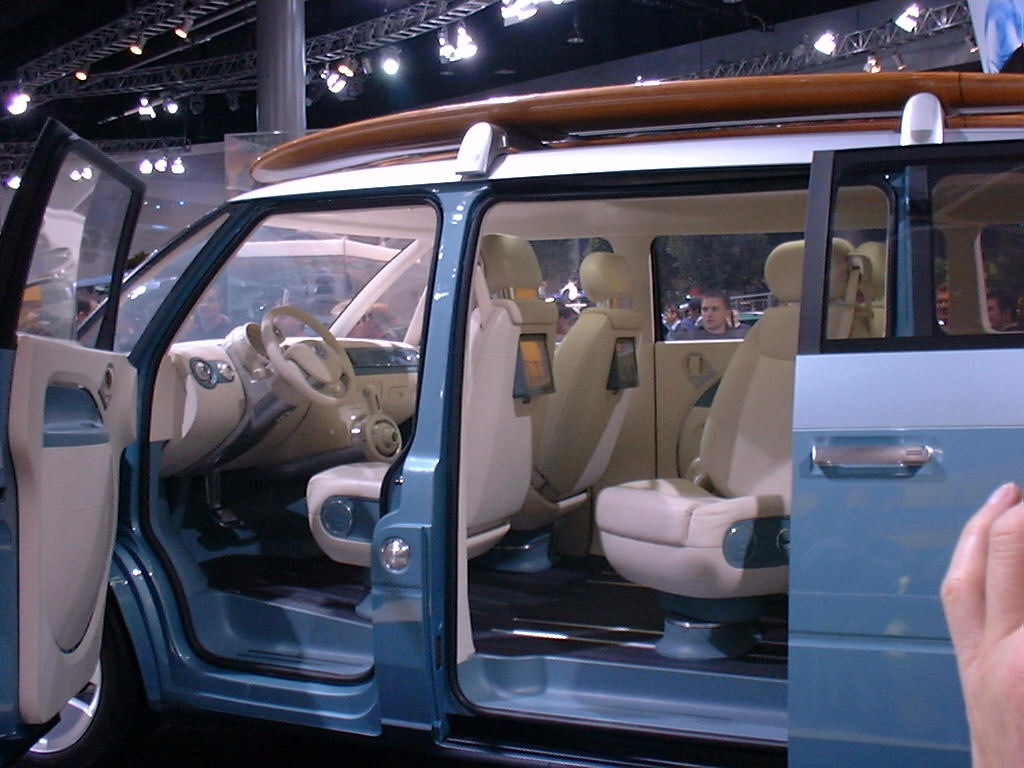
VW Microbus Studie auf der IAA (2001)
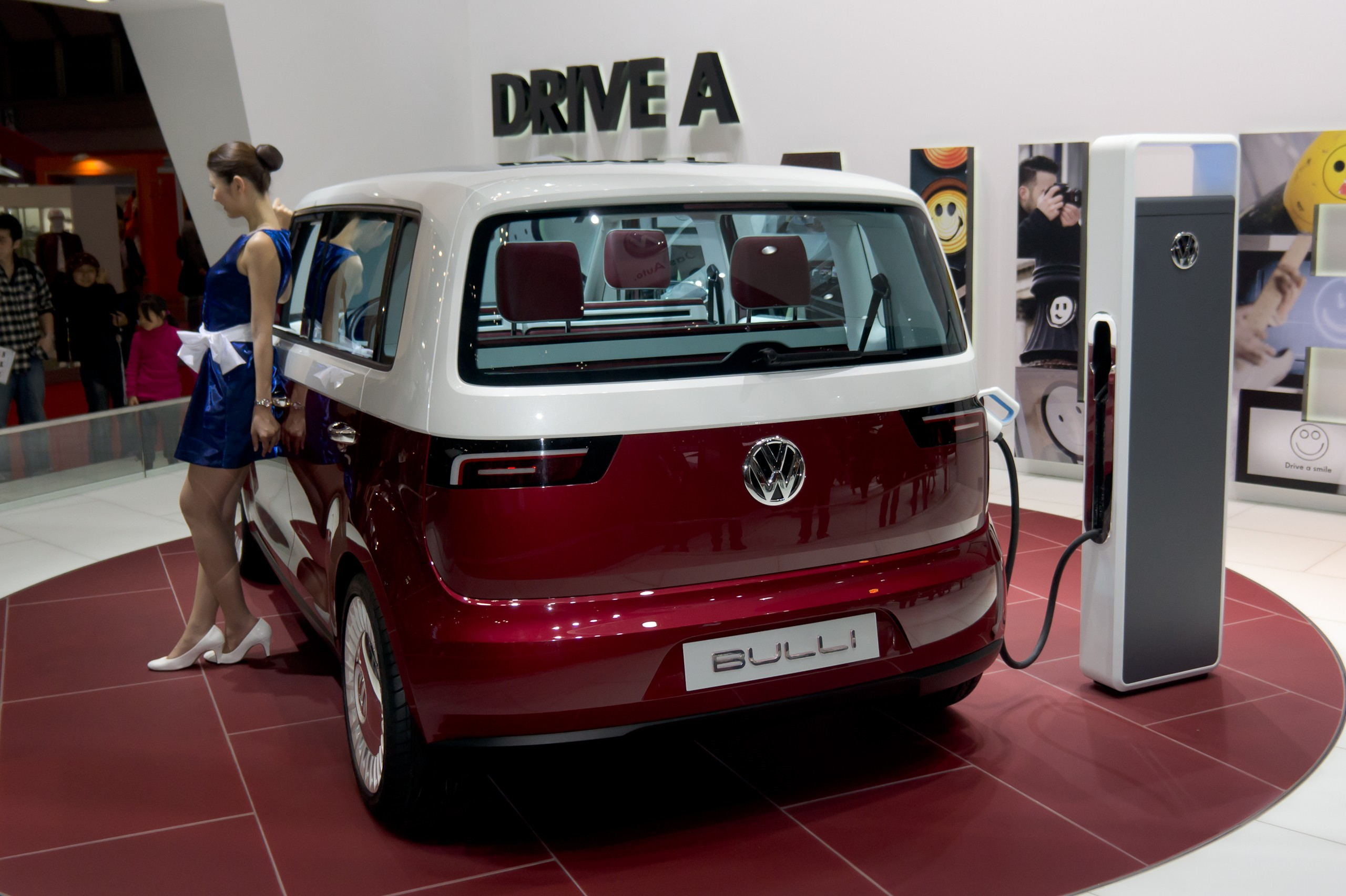
VW Bulli auf der Tokyo Motor Show (2011)
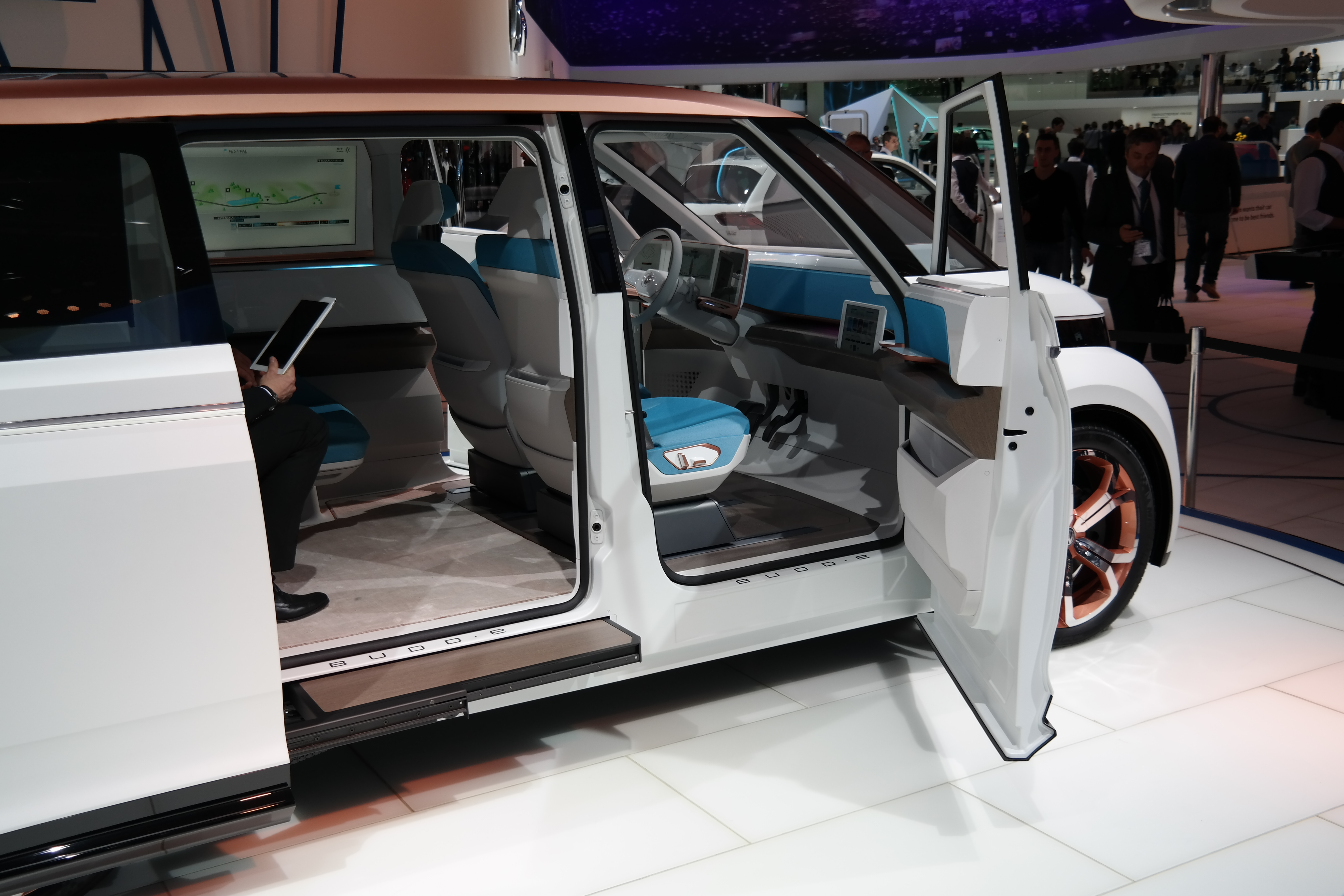
VW Budd-e auf dem Genfer Auto-Salon (2016)
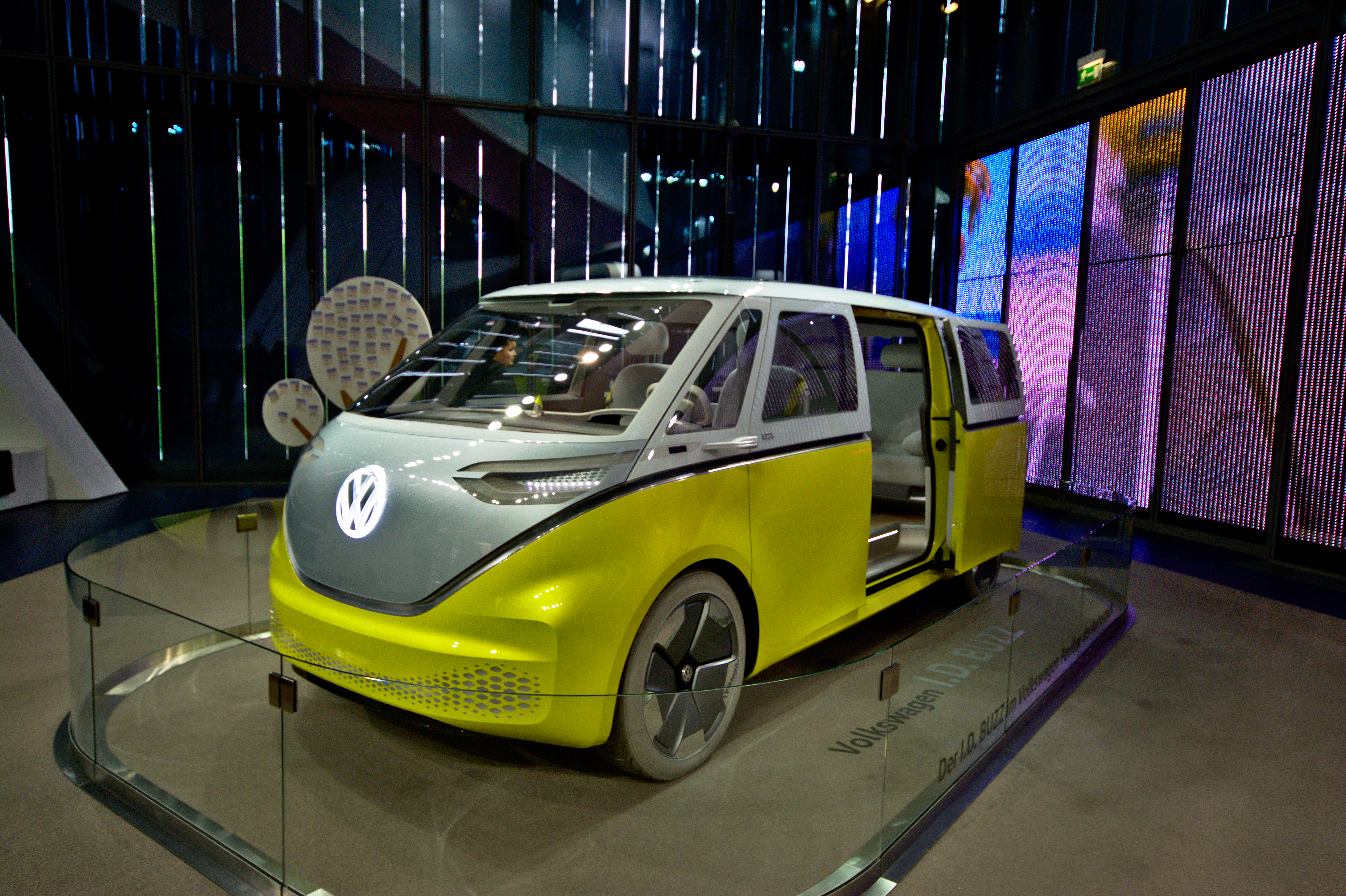
VW I.D. Buzz in Wolfsburg (2018)

## Besonderheiten
Die Konzeptstudie ist mit moderner Technik ausgestattet: In der Mittelkonsole und in den Lehnen der ersten und zweiten Sitzreihe befinden sich Bildschirme. Der herkömmliche Innenrückspiegel wurde ebenfalls durch einen Bildschirm mit Rücksichtkamera ersetzt. Weiterhin ist ein in die Instrumententafel integrierter Joystick zur Steuerung der Tiptronic-Fünfstufen-Automatik vorgesehen. Der transparente Kunststoff-Wageninnenboden, durch den man die darunter befindliche Aluminiumfläche sehen kann, ist auch eine Neuentwicklung.